# Кастелана Гроте
Кастелана Гроте (итал. Castellana Grotte) је насеље у Италији у округу Бари, региону Апулија. Према процени из 2011. у насељу је живело 14485 становника. Насеље се налази на надморској висини од 297 м.

## Становништво
| 1936.  | 1951.  | 1961.  | 1971.  | 1981.  | 1991.  | 2001.  | 2011.  |
| ------ | ------ | ------ | ------ | ------ | ------ | ------ | ------ |
| 12.488 | 13.961 | 14.099 | 14.839 | 16.288 | 17.585 | 18.276 | 19.340 |